# Ruisseau Doughboy
Le ruisseau Doughboy est un cours d'eau du Nouveau-Brunswick, au Canada.

## Étymologie
Le ruisseau Doughboy est nommé ainsi d'après un incident qui eut lieu au XIXe siècle, lorsque des bûcherons firent une bataille de boules de pâte (Bailey, 1894), dough en anglais. Doughboy est également un mot anglais signifiant un soldat américain.

## Géographie
Le ruisseau Doughboy mesure près de 10 kilomètres de long. Il prend sa source dans le lac Doughboy et coule en direction sud-est pour se jeter en rive droite de la rivière Nashwaak.